# Sören Olsson (konstnär)
Sören Olof Arne Olsson, från 1970 Dackerman, född 23 oktober 1914 i Ullånger i Västernorrlands län, död 9 september 2002 i Sollentuna, var en svensk målare.
Han var son till landsfiskalen Matts Olsson och Lena Nordin och mellan 1943 och 1960 gift med pianisten Waltraud Liselotte Müller (1917–2007). Olsson studerade vid Akademie der Bildenden Künste München 1936–1937 och vid Statens Kunstakademi i Oslo 1938–1939 samt vid Signe Barths målarskola i Stockholm 1942 samt under studieresor till Frankrike och Spanien 1951–1952. Separat debuterade han med en serie utställningar i olika norrlandsstäder och har därefter fortsatt att huvudsakligen ställa ut i Norrland men han genomförde en separatutställning på Lilla Paviljongen i Stockholm 1950. Olsson medverkade i samlingsutställningar med Sveriges allmänna konstförening och lokala norrländska konstföreningar. Bland hans offentliga arbeten märks målningen Rättens gudinna i Sollefteå tingshus. Hans konst består av stilleben, porträtt, figurer och landskap huvudsakligen utförda i olja eller akvarell. Han är begravd på Österåkers kyrkogård.